# Movimiento de concierto para violín en re mayor, BWV 1045

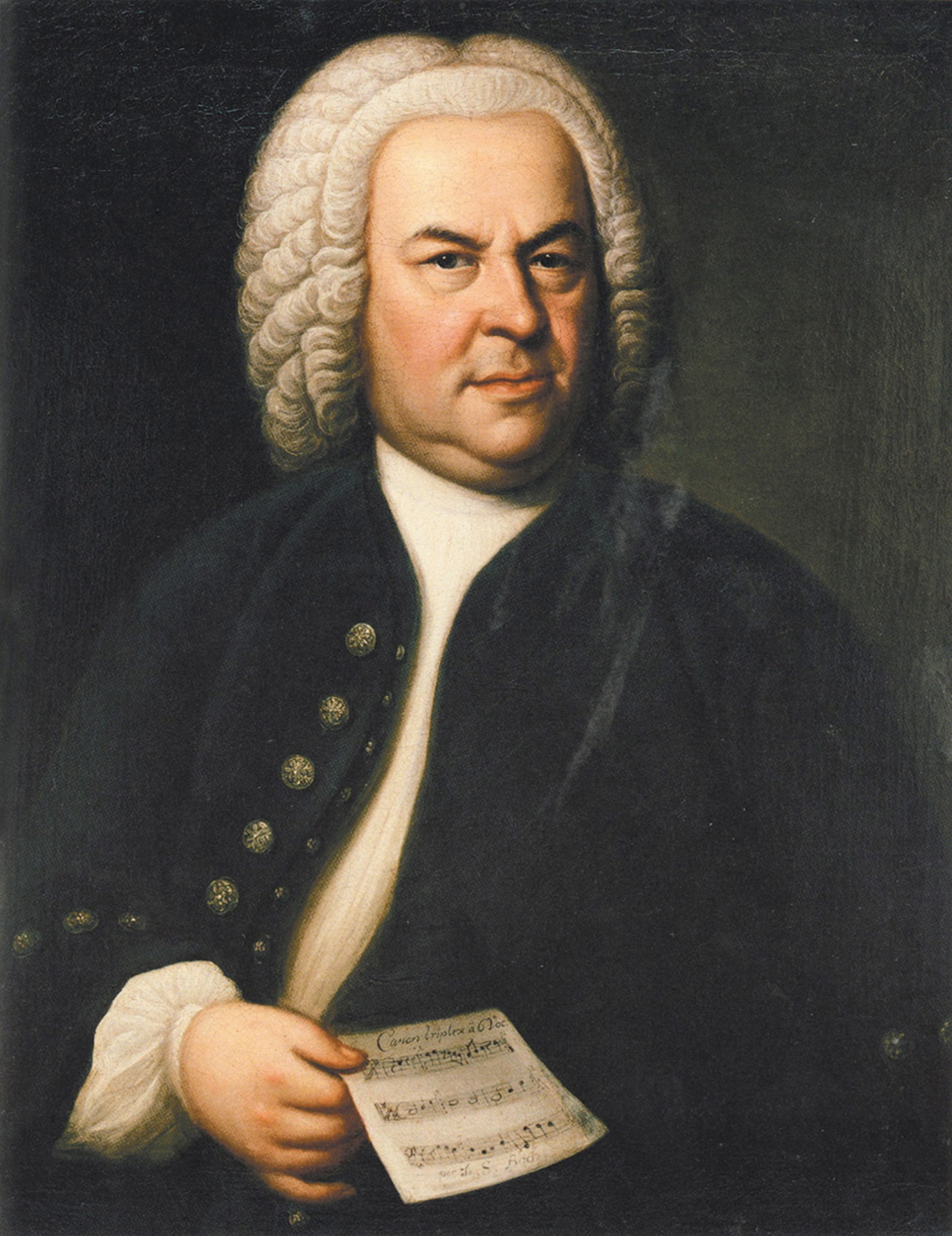
Johann Sebastian Bach, compositor de la obra.

Movimiento de concierto para violín en re mayor, BWV 1045, también conocido como Sinfonía en re mayor, es una obra orquestal para violín solista, tres trompetas, timbales, cuerdas y bajo continuo compuesta por Johann Sebastian Bach. Es una obra tardía escrita en Leipzig entre 1742 y 1746, de la que sólo sobrevive un fragmento, el Concierto al que se considera como una sinfonía de una cantata perdida.